# East Chelborough
East Chelborough is een civil parish] in het bestuurlijke gebied West Dorset, in het Engelse graafschap Dorset. In 2001 telde het dorp 41 inwoners.